# Йоанна-Изабелла Върбанова
Йоанна-Изабелла Иванова Върбанова е българска актриса и певица.

## Биография
Родена е на 13 ноември 1997 г. в град София. Тя е дъщеря на оперния певец и журналист Иван Върбанов.
Започва да се занимава с актьорско майсторство от 13-годишна възраст в Детската театрална и филмова студия,
През 2016 г. завършва Националното училище за танцово изкуство със специалност „Класически танц“, и НАТФИЗ „Кръстю Сарафов“ със специалност „Актьорско майсторство за драматичен театър“ в класа на доц. Пенко Господинов през 2020 г. Тя е учила „Поп и джаз пеене“ и има каскадни умения.

### Актьорска кариера

#### Кариера в театъра
Като ученичка е играла на сцените на Младежкия театър „Николай Бинев“, Сатиричния театър „Алеко Константинов“ и Театрална работилница „Сфумато“.
От 7 януари 2021 г. е в трупата на Театър „София“, където играе в „Кашонът“, „Развратникът“, „Тирамису“, „Женитба“, „Пер Гюнт“, „Нощта на 16-ти януари“, „Горчивите сълзи на Петра фон Кант“ и „Олд Сейбрук и Последния страстен любовник“.

#### Кариера в киното и телевизията
Върбанова има няколко роли в киното и телевизията. Прави дебюта си във филма „Момичето от НиЗката Земя“ (където играе главната си роля), следват и „6 и 1 наум“, уеб сериала „Не така, брат!“, „Секс академия - мъже“, трагикомичния сериал „Скъпи наследници“ и драматичния сериал „С река на сърцето“.
Тя е каскадьор в американския филм Texas Chainsaw Massacre, пуснат по кината през 2022 г.

## Участия в театъра
Театър София
1. „Тирамису“ – режисьор Николай Поляков[7][8][9][10]
2. „Нощта на шестнайсети януари“ от Айн Ранд – режисьор Пламен Марков[11][12]
3. „Женитба“ от Николай Гогол – режисьор Елена Панайотова[13][14][15]
4. „Олд Сейбрук и Последния страстен любовник“ на Уди Алън – режисьор Николай Поляков[16][17][18]
5. Катя в „Кашонът“ от Клеман Мишел – режисьор Калин Ангелов[19][20][21]
6. Г-ца Д'Олбак в „Развратникът“ от Е. Е. Шмит – режисьор Стоян Радев[22][23]
7. 2022 – Анитра в „Пер Гюнт“ от Хенрик Ибсен – режисьор Катя Петрова[24][25][26]
8. 2022 – Габриеле Фон Кант в „Горчивите сълзи на Петра Фон Кант“ – режисьор Пламен Марков[27][28][29][30]

## Филмография
- „Момичето от НиЗката Земя“ (2015) – Момичето
- „6 и 1 наум“ (2016) – Лора
- „Не така, брат!“ (2016) – Виктория
- „Секс академия - мъже“ (2017) – Момичето
- Frame of Regret (2017), късометражен филм – Жената
- „Скъпи наследници“ (2018) – Юлия Колева
- „С река на сърцето“ (2022) – Боряна